# Castell d'Atzeneta
El castell d'Atzeneta del Maestrat, a l'Alt Maestrat, també denominat El Castellar, és una fortalesa musulmana del segle xi edificada sobre restes romanes, que es localitza en un promontori a tres quilòmetres de la població, des del qual es tancava i protegia el pas pel serral d'Atzeneta del Maestrat des de les serres de Llucena. És un monument catalogat, per declaració genèrica, com Bé d'Interès Cultural, segons obra en la Direcció General de Patrimoni Artístic de la Generalitat Valenciana, amb anotació ministerial: RI - 51-0010972, i data d'anotació 28 de gener de 2003.
També és conegut com el Castellar o el Castell, i està situat a 3 km de la població, a uns 500 metres d'altitud, a la partida anomenada de les Foies, pròxim al terme de Llucena i del barranc de la Pallisera, que humiteja la zona.

## Descripció
De la fortalesa original, de caràcter exclusivament militar, únicament es conserva la torre de l'homenatge i conté una ermita del segle xvi dedicada a la Verge de l'Esperança i els sants Joan i Sebastià.
La torre de l'homenatge és un torrassa construïda en estil gòtic, que presenta planta quadrada, amb hostatgeria i portades amb arcs de mig punt. A l'interior es poden contemplar alguns llenços de valor, com el de la Immaculada (pintura a l'oli sota llenç datat 1689), arcs apuntats, l'escala i fins i tot un forn de l'època de la seua construcció. Existeix també un Retaule del segle xviii en honor de Sant Joan Baptista, que actualment està ubicat a l'arxiu parroquial. Els materials utilitzats en la construcció són carreus, carreu petit i maçoneria. A més, el conjunt posseeix també una ermita, construïda posteriorment, al voltant del segle xiv, que està dedicada als patrons de la població: Mare de Déu de L'Esperança i els sants Fabià i Sebastià. Aquesta ermita tenia un rellotge de sol en una de les cantonades del que actualment només queda una petita part, alhora, sobre l'entrada de l'ermita, es pot observar un escut eclesiàstic.

## Història
Es tracta d'un antic castell que va estar integrat a la demarcació territorial del Castell de Culla. Quan el rei Jaume I el Conqueridor va reconquerir la zona, l'utilitza juntament amb el castell de les Coves per canviar-lo per Morella. Va passar d'aquesta manera als dominis de Balasc d'Alagó. Al llarg de la seva història per herència a Constança d'Alagó i Guillem d'Anglesola, que estaven casats, passant a ser propietat de la seua filla Mergelina d'Anglesola, casada amb un Queralt i Cervelló, senyors de Santa Coloma de Queralt. Un descendent de Mergelina, Pere de Queralt, va vendre el Castellar al mestre de Montesa l'any 1387.
Aquest castell és nomenat en la Crònica de Viciana on es diu: "En Adzeneta solia haver castell i per temps es arroyno. En el qual els de la vila van edificar una yglesia i aquella dedicar a la nostra senyora de Sperança ia Sant Sebastià".
S'utilitzava per tancar i protegir els passos del coll d'Atzeneta, el qual era considerat com el principal accés a la població des de les serres de Llucena i els barrancs anomenats de "Les Torrocelles" i "Mas d'Avall".